# Camino de esculturas de Emmendingen

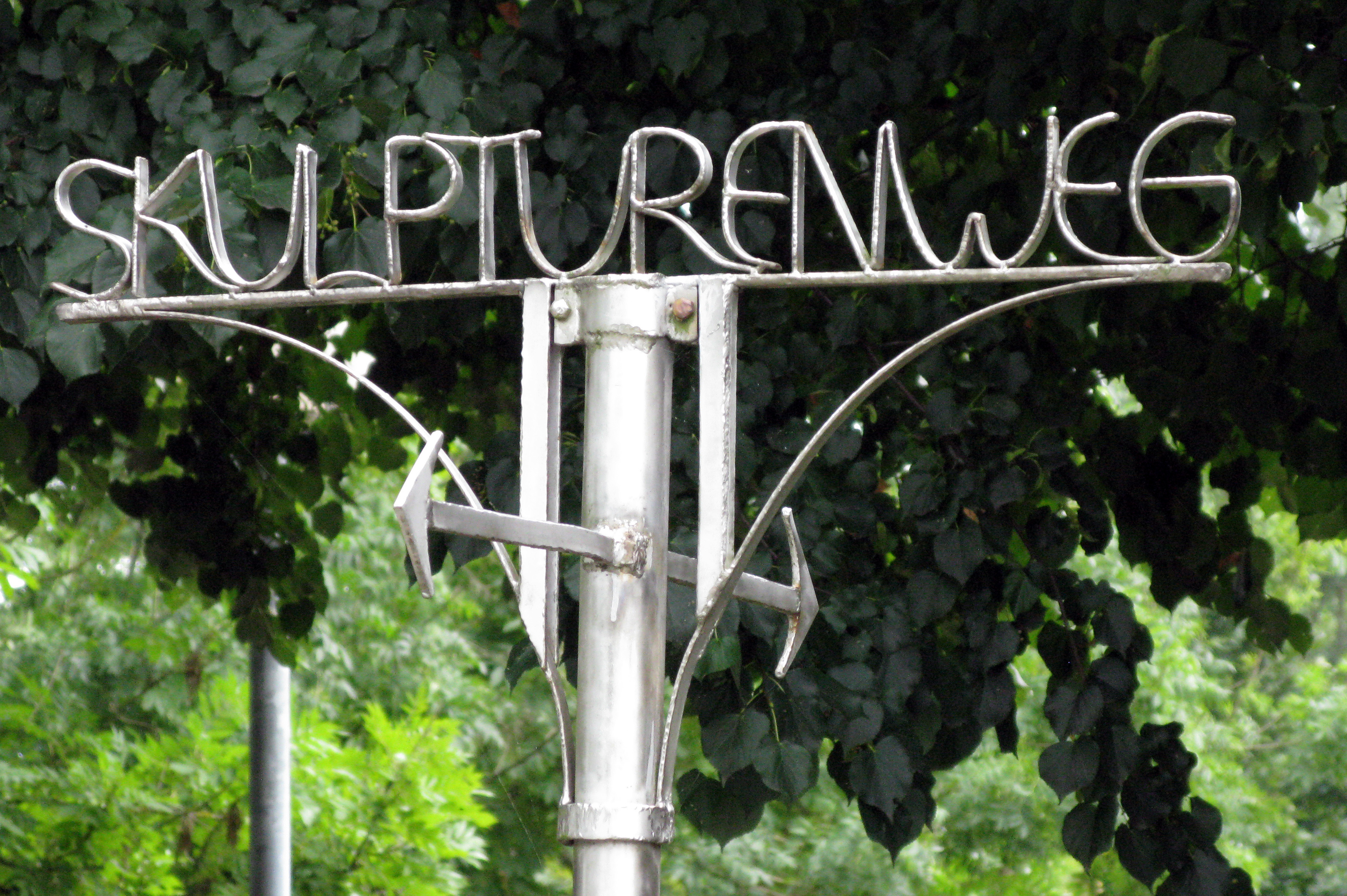
Poste indicador camino de esculturas

El camino de esculturas de Emmendingen en Baden-Wurtemberg, Alemania, fue creado en 1993 en el parque del arroyo del molino (nombre local: Mühlbachpark) del barrio Bürkle-Bleiche. Se trata de una exposición permanente al aire libre de todos tipos de esculturas de varios artistas de la región:
1. Tri Vole de Robert Schad
2. El jardinito de Annette Merkenthaler
3. Jack in the Pulpit de Celia Brown
4. Poste indicador camino de esculturas de Ernst Thomann
5. Los observadores de Ernst Thomann
6. Corredor de Olaf Winkler
7. Pareja de C.W. Loth
8. Sin título (1985) de Ernst Thomann
9. Encuentro de Johannes Bierling
10. Tomas de posesión de Volker Gerst
11. Cinco figuras de Constanze Claus
12. Estratificación de Armin Göhringer
13. Sin título (1980) de Ernst Thomann
14. Cuenco de Thomas Matt
15. Cuatro estelas de Jörg Siegele
16. Pareja enorme de Jörg Bollin
17. Naturaleza y máquina de Olaf Winkler
18. Hombre y mujer de Franz Gutmann

Sitio web: Camino de esculturas